# Серозний менінгіт
Серозний менінгіт (також Асептичний менінгіт, англ. Aseptic meningitis) — вид менінгіту, при якому виникає серозне (лімфоцитарне) запалення мозкових оболон. Клінічні прояви різноманітні, переважають головний біль та гарячка. Захворювання, як правило, перебігає відносно благополучно, проте деякі випадки можуть бути тяжкими, як то при  туберкульозному менінгіті, тоді виникає небезпека для життя пацієнта. Серозний менінгіт не спричинюють гноєрідні бактерії. Хоча найчастіше хворобу породжують віруси, також можуть це здійснити й інші патогени, як інфекційні, так і неінфекційні. Таким чином, термін «серозний / асептичний менінгіт» більше не є синонімом «вірусного менінгіту», хоча їх все ще часто використовують як взаємозамінні. В українській медичній термінології застосовується переважно термін «серозний менінгіт».
За деякими винятками, клінічні та лабораторні дані, що виявляють при серозному менінгіті, недостатньо чіткі для встановлення етіологічного діагнозу.
Лікування серозного менінгіту залежить від причини. Для більшості випадків вірусного серозного менінгіту немає специфічного лікування. Призначається ситуативна патогенетична терапія, здійснюється профілактика та лікування ускладнень.

## Етіологія
Найчастіше його спричинюють ентеровіруси — невеликі РНК-віруси без оболонки родини пікорнавірусів із різними серотипами. Більше 50 видів їх спричинюють серозний менінгіт. Віруси Коксакі та еховіруси, які також є ентеровірусами, становлять приблизно половину випадків серозного менінгіту. Інші віруси, які здатні спричинити цю хворобу, є вірус простого герпесу, герпесвірус людини 3 типу / вірус вітряної віспи та оперізуючого герпесу, вірус Епштейна — Барр, арбовіруси (як то віруси кліщового енцефаліту, Західного Нілу, японського енцефаліту, енцефаліту Сент-Луїс, тощо), вірус епідемічного паротиту, ВІЛ, вірус лімфоцитарного хоріоменінгіту, вірус сказу, рідше інші.
Зрідка причиною є деякі бактерії — Treponema pallidum, збудник сифілісу, Mycobacterium tuberculosis — збудник туберкульозу, видовий комплекс Borrelia burgdorferi sensu lato — збудник хвороби Лайма, бруцели, ерліхії тощо.
Серед патогенних грибків це Cryptococcus neoformans, Histoplasma capsulatum, Coccidioides immitis, Blastomyces dermatitides. Паразити, які можуть спричинити серозний менінгіт, це Toxoplasma gondii та Taenia solium (цистицеркоз).
Тоді, коли виявити етіологічний фактор не вдається, діагноз формулюється як непіогенний менінгіт (негнійний, асептичний) або просто серозний менінгіт.

## Патогенез
Патогенез менінгітів різної етіології складний. Потрапляння збудників до мозкових оболон відбувається переважно через слизову оболонку носоглотки, рідше через кров. Виникає серозне запалення з міграцією до нього лімфоцитів. Відзначається підвищене кровонаповнення мозкових оболон. Утворюється надмірна кількість спинномозкової рідини, погіршується її відтік через вени стінки мозкових оболон. Виникає набряк головного мозку, у деяких ситуаціях набухання його. Це може призвести до вклинення довгастого мозку у великий потиличний отвір черепа, через що відбувається здавлювання дихального центру і зупинка дихання. Таке часто відбувається при туберкульозному менінгіті. У більшості випадків серозного менінгіту серезний запальний шар безслідно розсмоктується на поверхні оболони ферментами, і процес закінчується видужанням.
Серозний менінгіт при ВІЛ-інфекції виникає переважно під час сероконверсії. ВІЛ поширюється на мозкові оболони гематогенним шляхом, тоді як віруси сказу, поліомієліту та герпесу є нейротрофічними — поширюються через нейрони.

## Клінічні прояви
Включають загальноінфекційний та менінгеальний синдроми. Загальноінфекційний синдром включає залежно від хвороби гарячку різного ступеню, головокружіння, млявість, адинамію, апатію.
Менінгеальний синдром включає:
- гідроцефально-гіпертензійні симптоми: різкий дифузний головний біль, повторне блювання, загальна гіперестезія;
- менінгеальні симптоми: ригідність потиличних м'язів, позитивні симптоми Керніга і Брудзинського (верхній, середній, нижній), симптом Гієна, симптом триніжка, у тяжких випадках поза лягавого собаки, тонічне напруження м'язів спини;
- у дітей раннього віку — вибухання і напруження великого джерельця черепа, позитивний симптом підвішування (Лессажа), закидання голови.

При різних хворобах, коли виникає серозний менінгіт, з'являються й інші прояви.
- Так при аденовірусному менінгіті часто є закладання носу, нежить, фарингіт, кон'юнктивіт, склерит, шийна лімфоаденопатія, може бути мезаденіт, діарея.
- При паротитному менінгіті до його розвитку або разом із ним можливе збільшення слинних залоз, найчастіше — привушної. При цьому у місці виходу вивідних проток спостерігається часто симптом Мурсу.
- При ентеровірусному менінгіті можлива наявність також ураження ротоглотки, м'язів, висип на тілі.
- При арбовірусних хворобах серозний менінгіт супроводжується географічними та сезонними закономірностями, що визначаються життєвим циклом переносників — членистоногих, тваринних резервуарів та їхнім контактом із людьми. Зокрема вірус східного енцефаломієліту коней зазвичай поширений у регіонах Атлантичного океану та Перської затоки, тоді як вірус західного енцефаломієліту коней поширений у західній частині Сполучених Штатів.

## Діагностика
Окрім неврологічного обстеження проводиться лабораторне дослідження. У клінічному аналізі крові спостерігається невелика лейкопенія з помірним лімфоцитозом і мінливим ШОЕ. При дослідженні спинномозкової рідини відзначається плеоцитоз зазвичай у межах декількох десятків-сотен лімфоцитів, проте при лімфоцитарному хоріоменінгіті та епідемічного паротитному менінгіті часто більше 1000; вміст білку нормальний, або трохи підвищений (0,4 — 1 г/л), при туберкульозному менінгіті часто більший, спостерігається білково-клітинна дисоціація, випадіння через добу грубої фібрінової плівки на поверхні рідини; рівень глюкози нормальний, за винятком туберкульозного менінгіту, при якому зниження вмісту глюкози є патогномонічним симптомом.

## Лікування
Суворий ліжковий режим призначається до поліпшення загального стану, зниження температури тіла, покращення лікворних показників, зазвичай на 7-10 днів. Після цього застосовується напівліжковий режим упродовж 5-7 днів із подальшим призначення вільного режиму.
При нетяжкому перебігу для дезінтоксикації слід обмежитися пероральним прийомом прийомом рідини в об'ємі фізіологічної добової потреби. При тяжкому перебігу об'єм внутрішньовенної інфузії в першу добу не має бути більше половини фізіологічної потреби. З другої доби слід витримувати нульовий водний баланс, забезпечити діурез кількісно не менш ніж 2/3 від загального об'єму отриманої рідини.
При менінгітах, спричинених герпесвірусами, слід призначати ацикловір, або його похідні (валацикловір, ганцикловір) у разовій дозі 10 — 15 мг/кг маси тіла 3 рази на добу протягом 5 — 7 днів внутрішньовенно. Для більшості ж вірусів, що спричинюють серозний менінгіт, специфічного лікування не існує. Тому лікування в такій ситуації є підтримуючим і включає знеболюючі препарати, препарати проти нудоти, внутрішньовенні рідини, а також профілактику та лікування ускладнень.
При бактеріальних серозних менінгітах призначаються ті антибактерійні засоби, які зазвичай застосовуються при тих чи інших причинах, як це відбувається при туберкульозному менінгіту. При грибкових ураженнях застосовуються переважно амфотерицин В чи флуконазол.   

## Медикаментозний серозний менінгіт
Частота його виникнення невідома. Багато антибактерійних препаратів здатні його спричинити (наприклад, триметоприм/сульфаметоксазол, ципрофлоксацин, цефалексин, метронідазол, амоксицилін, пеніцилін, ізоніазид). Іншими засобами є нестероїдні протизапальні препарати, ранітидин, карбамазепін, вакцини проти гепатиту В і епідемічного паротиту, імуноглобуліни, рентгенологічні засоби. Такий гепатит може повторюватися при повторному впливі медичного засобу.
Патогенні механізми цього варіанту серозного менінгіту різноманітні, ймовірно, відрізняються від препарату до препарату. Існують два запропоновані механізми: пряме подразнення мозкових оболон інтратекальним препаратом та реакції гіперчутливості до препарату (тип реакції III і IV). При реакціях гіперчутливості III типу препарат або його метаболіт утворює комплекс з антитілами в сироватці крові, в свою чергу, активуючи каскад комплементу. У реакціях IV типу Т-хелперні клітини після попередньої сенсибілізації залучаються до вогнища запалення.

## Серозний менінгіт при системному захворюванні
Хворі на системний червоний вовчак особливо схильні до серозного менінгіту. У цих пацієнтів розлад часто спровокований прийомом ліків.
Серозний менінгіт розвивається при синдромі Фогта—Коянагі—Харада, Бехчета, Молларе, точна етіологія яких залишається невизначеною.

## Ятрогенний асептичний менінгіт
Невдовзі після емболізації (введення через катетер всередину судини чогось, що припиняє там кровоток) аневризми мозку за допомогою спіралей, покритих гідрогелем, у пацієнтів розвинувся фебрильний менінгеальний синдром. Післяопераційний асептичний менінгіт вперше був описаний Гарві Кушингом у 1925 році, хоча механізм розвитку його залишається неясним.